# Collège Notre-Dame de Sudbury
 (mai 2021).
La mise en forme du texte ne suit pas les recommandations de Wikipédia : il faut le « wikifier ».
Les points d'amélioration suivants sont les cas les plus fréquents :
- Les titres sont pré-formatés par le logiciel. Ils ne sont ni en capitales, ni en gras.
- Le texte ne doit pas être écrit en capitales (les noms de famille non plus), ni en gras, ni en italique, ni en « petit »…
- Le gras n'est utilisé que pour surligner le titre de l'article dans l'introduction, une seule fois.
- L'italique est rarement utilisé : mots en langue étrangère, titres d'œuvres, noms de bateaux, etc.
- Les citations ne sont pas en italique mais en corps de texte normal. Elles sont entourées par des guillemets français : « et ».
- Les listes à puces sont à éviter, des paragraphes rédigés étant largement préférés. Les tableaux sont à réserver à la présentation de données structurées (résultats, etc.).
- Les appels de note de bas de page (petits chiffres en exposant, introduits par l'outil «  Source ») sont à placer entre la fin de phrase et le point final[comme ça].
- Les liens internes (vers d'autres articles de Wikipédia) sont à choisir avec parcimonie. Créez des liens vers des articles approfondissant le sujet. Les termes génériques sans rapport avec le sujet sont à éviter, ainsi que les répétitions de liens vers un même terme.
- Les liens externes sont à placer uniquement dans une section « Liens externes », à la fin de l'article. Ces liens sont à choisir avec parcimonie suivant les règles définies. Si un lien sert de source à l'article, son insertion dans le texte est à faire par les notes de bas de page.
- La présentation des références doit suivre les conventions bibliographiques. Il est recommandé d'utiliser les modèles {{Ouvrage}}, {{Chapitre}}, {{Article}}, {{Lien web}} et/ou {{Bibliographie}}. Le mode d'édition visuel peut mettre en forme automatiquement les références.
- Insérer une infobox (cadre d'informations à droite) n'est pas obligatoire pour parachever la mise en page.

Pour une aide détaillée, merci de consulter Aide:Wikification.
Si vous pensez que ces points ont été résolus, vous pouvez retirer ce bandeau et améliorer la mise en forme d'un autre article.
Le Collège Notre-Dame de Sudbury (Ontario) est une école secondaire catholique qui existe en 1948. Elle compte environ 700 élèves, inscrits de la 9e à la 12e année.

## Histoire de l'école
D’abord ouvert comme le pensionnat Notre-Dame-du-Bon-Conseil en 1920, les Sœurs Grises de la Croix répondent à la pression des parents pour un retour au moins partiel d’un cours supérieur franco-catholique, mais pour les filles, puisque le Collège du Sacré-Cœur se charge des garçons. La maison mère fournit des institutrices qualifiées et les sœurs du couvent Notre-Dame-du-Bon-Conseil collaborent pour assurer deux locaux, qui formeront la base d’une école privée, soumise à l’inspection par la province, avec les parents qui défraient le coût de l’instruction.
Pour survivre, une congrégation a besoin de nouvelles recrues, ce qui n’est pas un problème dans la première moitié du 20e siècle; Le nombre de religieuses actives au Québec passe de 10 000 (1901) à 40 000 (1961). Il ne suffit que chacune d’entre elles se distinguent et puissent justifier la pertinence de leurs œuvres. Le vent de sécularisation apporte toutefois des défis à compter du milieu des années 1960. Chez les Sœurs de la Charité d’Ottawa, de 1951 à 1965, le nombre d’entrées par année oscille entre 44 et 99, pour une moyenne dans la soixantaine. Quatre sur cinq d’entre elles ont reçu l’enseignement d’une sœur de la charité dans leur formation. Elles sont admirées et présentes dans les écoles primaires séparées et secondaires privées.
Dès l’ouverture du Collège Notre-Dame à l’automne 1948, 50 jeunes filles se présentent pour le cours de 9e année. L’enthousiasme pour les 10e et 11e années ne fléchit pas : en 1950, l’école privée compte 150 élèves ; en 1954, il en compte 269. Dans la cour du couvent, on érige une construction à deux étages pour y loger des classes, des laboratoires et une bibliothèque. En septembre 1951, les locaux débordent, donc il faut que l’hôpital Saint-Joseph consacre une aile, laissée libre par la construction de l’école des Infirmières, à l’école secondaire. On y retrouve six salles de classe de la 10e à la 12e années. Une 13e année se rajoute en 1954 et on manque d’espace. Le temps est donc venu de donner aux jeunes filles de Sudbury et à leurs enseignantes un bâtiment moderne et spacieux. Le 4 mai 1959, le maire de Sudbury participe à la première pelletée de terre du futur collège. Moins d’un an plus tard, les Sœurs de la Charité et leurs élèves emménagent dans une école toute neuve. La bâtisse à quatre étages offrira les cours classique, commercial, ménager et musical. La population fournit une contribution de 300 000 $, en plus de 200 000 $ donnés par Mgr Coallier à son décès (ou un total équivalent à 4,5 millions en dollars de 2020). Le 4 mars 1960, les 340 élèves participent à une chaine humaine et transportent pupitres, chaises et boîtes. Élève à l’époque, Rachelle Watier participe à cette journée de déménagement :
«Certaines mauvaises langues disaient que nous étions trop pauvres pour payer notre déménagement. C’est faux. Nous, en tant qu’élèves, étions conscientes que nous vivions un moment historique. Nous prenions enfin possession « d’une vraie école » et nous voulions participer activement au déménagement. L’appartenance prenait racine. Ce fut un moment très touchant.»
Le personnel comprend 13 religieuses, chacune spécialisée dans la matière, avec 12 salles de classe, des laboratoires de biologie, de physique et de chimie, un gymnase, une cafétéria, une bibliothèque, une chapelle, un département d’enseignement ménager et des salles d’enseignement commercial et de musique. L’établissement est béni et ouvert officiellement le 9 mai 1960 par Mgr Carter. Le Collège n’accueille alors que des externes. Compte tenu des moyens de transport, plus personne ne voit l’utilité d’un pensionnat. La réputation du Collège attire une clientèle féminine de plus en plus nombreuse : de 280 en 1961, les effectifs passent à 500, en 1966. 
Par la suite, les entrées dans la congrégation chutent dramatiquement : 26 en 1967, 5 en 1969, 0 en 1975. Les critiques fusent de toutes parts et nuisent au prestige des vocations. Les réformes de Vatican II (1962) sont trop modestes et l’encyclique Humane vitae (1968) revient sur certaines libertés, dont l’appel à la pilule contraceptive. Les gouvernements se chargent des responsabilités de la santé, de l’éducation et de la protection des démunis et les universités offrent des formations formelles aux jeunes femmes, qui optent pour des professions laïques en nombre grandissant. C’est un phénomène occidental, donc les Sœurs se tournent vers un recrutement en Afrique, au Japon et en Amérique latine. Quant aux départs, la congrégation en compte 5 à 8 pendant les décennies 1930 à 1950 et atteint son paroxysme de 1 800 religieuses, essentiellement en Amérique du Nord, en 1965. Or, les départs sont catastrophiques : ils passent de 3 en 1962 à 45 en 1967 pour un total de 313 pendant la décennie 1960, et 338 pendant la décennie suivante. La promotion vocationnelle se maintient à l’École secondaire Saint-Joseph de Hull et au Collège Notre-Dame, les deux établissements qui restent à la congrégation à la fin des années 1960.
Les Jésuites annoncent à l’automne 1966 la fermeture du Collège du Sacré-Cœur (pour garçons) à la fin de l’année scolaire. L’édifice est vendu le 4 mars 1968 à la Commission des écoles séparées de Sudbury. Dès l’automne 1967, le Collège Notre-Dame prend la relève partielle de l’éducation des jeunes hommes – l’établissement en accueille 168 à la rentrée en 1967 et fait grimper le nombre total d’élèves à 715 (ou 23% de garçons), mais la plupart des jeunes Canadiens-français fréquentent Sudbury High en 1967 et 1968.
En 1967, les Sœurs de la Charité d’Ottawa enseignent dans une trentaine de localités, dont des écoles primaires à Hanmer, à Chelmsford, à Noëlville et à Sudbury. Elles dirigent encore le couvent de la rue Rideau, à Ottawa, depuis 1849. L’Académie d’Youville de Kapuskasing et le Collège Notre-Dame offrent aussi des formations secondaires aux jeunes filles. La Congrégation se montre ouverte à accueillir les garçons du défunt Collège du Sacré-Cœur pour la rentrée de 1967. En devenant une école mixte, les inscriptions grimpent à 715 élèves en septembre 1968, mais la plupart s’orienteront vers les high schools bilingues et de langue anglaise de la région. À Sudbury, il n’y a pas d’unanimité sur la marche à suivre pour le développement de l’éducation secondaire de langue française.
À Sudbury, l’administrateur scolaire Onésime Tremblay travaille à l’automne 1968 à la fusion de 24 petites commissions scolaires séparées pour former le Conseil scolaire des écoles catholiques romaines séparées du District de Sudbury, qui verra le jour le 1er janvier 1969. Le Conseil compte initialement 42 écoles françaises, 28 écoles anglaises et sept écoles mixtes situées dans un rayon de 110 kilomètres de Sudbury. 14 333 des 24 376 élèves (59%) sont de langue française et son budget de démarrage est de 14,2 millions de dollars (99 millions en dollars constants). Le premier conseil, représentant des municipalités hors région, comprend 9 Canadiens français sur 12 conseillers. Des ajouts sont prévus aux écoles des banlieues et de la campagne du district, mais pas en ville Un nouveau siège social sera construit sur la montagne, derrière l’ancien collège du Sacré-Cœur, et ouvrira en 1973. Pendant la décennie, des gymnases et ralonges sont rajoutés dans les écoles de banlieue.
Le Conseil continue d’offrir la 9e et la 10e année gratuitement (comme le permet la loi provinciale) au Collège Notre-Dame. L’ouverture de MacDonald-Cartier en 1969 et de l’École secondaire Hanmer en 1970 amène une chute importante au Collège Notre-Dame. Entre septembre 1968 et septembre 1970, l’effectif chute de 715 à 186 élèves (une diminution de 74% en deux ans). Le collège se trouve ainsi « en mode survie ». La directrice, Sr Yvonne Charbonneau, plaide la cause de l’établissement auprès des parents dans Le Voyageur le 5 août 1970 :
"On aurait peine à soutenir qu’un système unique d’éducation puisse satisfaire à tous les goûts, répondre à toutes les aspirations et à tous les besoins d’un monde aussi pluraliste que celui dans lequel nous vivons. Dans cette perspective nous présumons que les institutions privées peuvent encore jouer un rôle efficace dans la société d’aujourd’hui. Que cette mise au point soit donc pour vous, chers amis, un rappel et une invitation à reconsidérer le choix que vous avez déjà fait, et s’il y a lieu, pendant qu’il est encore temps, à refaire une potion judicieuse en regard de la survivance du Collège Notre-Dame."
La directrice rappelle que l’entente avec le Conseil des écoles séparées permet au Collège d’offrir la 9e et la 10e année aux élèves sans frais. Le cri du cœur est-il entendu ? Il ne semble pas que l’établissement considère une laïcisation pour obtenir un plein financement, puisque le Sudbury Board of Education, devant un MacDonald-Cartier débordant, ouvrira deux nouvelles écoles secondaires publiques de langue française – Rayside à Azilda et Franco-Jeunesse en 1972. 
Au Collège Notre-Dame, les inscriptions stagnent en 1971 à 194 élèves, mais elles atteignent près de 300 en 1973 et 416 en 1975. Charbonneau convainc sa congrégation, ses collaboratrices et les autorités scolaires de ne pas baisser les bras. En 1974, le Collège est identifié par la Congrégation comme « une œuvre communautaire ». Chaque année « apporte un chèque substantiel du Généralat » selon Sr Simone Thiverge, enseignante au Collège Notre-Dame. Depuis 1968, la Congrégation a une caisse commune dans laquelle les religieuses et les institutions doivent désormais verser les excédents de revenus, les salaires et les pensions. « Avec ces nouveaux avoirs, le conseil général peut générer une plus grande équité entre les provinces en redistribuant des dômes d’argent en fonction des besoins de chacune. » Les profits des ventes de propriété, dont la ferme de 445 hectares à Orléans en 1970, « vient grossir ce fonds commun ». En 1975, le Collège Notre-Dame recommence à accueillir des élèves pensionnaires à même un couvent à quelques rues, offrant aux élèves de milieux éloignés – et venant de familles pouvant se le permettre – une rare éducation secondaire catholique de langue française. La Mère Marcelle Gauthier lance un appel en mars 1976 afin d’obtenir des enseignantes pour le collège Notre-Dame et l’École secondaire Saint-Joseph de Hull, les deux institutions restantes de la communauté. « Ces deux écoles privées catholiques nous appartiennent et l’Église nous demande de les garder à tout prix. » Le mobilier du Mont-St-Joseph est transféré au Collège Notre-Dame. La Congrégation y envoie aussi 5 sœurs revenus d’Afrique. Chantal Gauthier et France Lord résument :
Une présence importante de religieuses dans l’établissement – que ce soit pour l’enseignement mais aussi pour des tâches annexes comme le secrétariat et la comptabilité – retarde l’embauche d’un personnel laïque. Or, dans leurs écoles, les sœurs ne sont pas rémunérées. Cette situation contribue à diminuer d’autant les coûts de fonctionnement.
Les inscriptions atteignent 685 en 1977 et augmentent d’année en année. Pourquoi les parents reviennent-ils ? Les religieuses font la promotion de la qualité de leur enseignement et l’encadrement catholique pour les jeunes. La croissance est telle qu’on nécessite la construction d’une section supplémentaire en 1979 : dix nouvelles salles de classe, un laboratoire mieux équipé, un double gymnase, une bibliothèque plus spacieuse et une salle de repos pour les enseignantes et des bureaux administratifs.
En 1980-1981, l’École secondaire Macdonald-Cartier comprend 667 élèves, tandis que Rayside en compte 675 et Hanmer en compte 600, Franco-Jeunesse en comprend 700 et le Collège Notre-Dame en compte 930. Depuis 1981, avec une rallonge importante, le Collège Notre-Dame accueille en moyenne 1 000 élèves. Le 12 juin 1984, le premier ministre Bill Davis surprend en annonçant que les conseils scolaires séparés pourront faire financer les 11e, 12e et 13e années dans leurs écoles secondaires. Pour les rares écoles secondaires privées, dont le Collège Notre-Dame, il s’agit d’une planche de salut. En 1984, une vingtaine de religieuses œuvrent au Collège sans recevoir de salaire, sans compter les allocations de la congrégation. Or, les sœurs prennent de l’âge et il n’y a pas de relève. La directrice depuis 1983, Sr Rachelle Watier, craignent de perdre une liberté d’action en acceptant les subsides gouvernementales, mais le Collège accepte son intégration au Conseil séparé en 1987, même si l’édifice demeure la propriété des Sœurs de la Charité d’Ottawa. La supérieure provinciale Sr Ange-Annette Saint-Germain est satisfaite de l’entente, « le Conseil scolaire [séparé] de Sudbury ayant plutôt laissé le champ libre aux décisions de la direction », remarquera-t-elle. 
À l’aube du 50e anniversaire du collège Notre-Dame, en 1997, la directrice Rachelle Watier juge que l’école s’est adaptée et a maintenu un niveau d’excellence reconnu par tous :
"Un nouveau programme de science qui intègre science, mathématiques et technologie, initié par Sr Nicole Bérubé, connaît un succès éclatant. Le Collège a reçu de la province de l’Ontario, le prix Roberta-Bondar, prix qui reconnaît l’apport scientifique qu’a joué le Collège Notre-Dame au niveau de la province et qui a poussé plusieurs élèves vers des carrières scientifiques et technologiques. Ce sont là des succès académiques qui parlent, bien sûr, mais ce qui, à notre sens, est un plus grand succès c’est que nombreux son nos jeunes qui ont mis de belles valeurs chrétiennes dans leur vie et leu foyer et qui sont devenus dans divers milieux des agents de compassion. En somme, le Collège est en excellente santé."
Les effectifs religieux disponibles se raréfient toutefois : de 20 en 1984, elles ne sont plus que 6 en 1997. Les religieuses se questionnent sur l’avenir de l’œuvre et comment le Collège correspond au charisme de compassion des Sœurs de la Charité. Sr Rachelle se veut rassurante que les buts de l’institution s’arriment avec le charisme communautaire :
Devant les foyers brisés, les problèmes émotifs nombreux, devant une indigence sinon une carence de valeurs chrétiennes solides, devant le quasi-analphabétisme de nos jeunes, nos nouveaux pauvres sont nos élèves et même nos parents. Nous sommes plus que jamais sur un terrain missionnaire."
Malgré les initiatives des Sœurs de la Charité d’Ottawa pour faire renaître une « culture des vocations », les résultats sont mitigés : de la soixantaine de candidates qui font un bout d’essai, seule une douzaine poursuivent. On parvient à recruter au Cameroun, mais presque plus au Canada. Sr Rachelle et la supérieure provinciale, Sr Laura Barbeau, commencent à réfléchir sérieusement à l’avenir de l’établissement au tournant du millénaire. Le statut confessionnel de l’établissement et son statut linguistique sont préservés par le Conseil scolaire catholique du Nouvel-Ontario, fondé le 1er janvier 1998 et occupant le siège social de l’ancien conseil scolaire séparé bilingue. Le Conseil général de la congrégation annonce la fente du Collège Notre-Dame au conseil scolaire franco-catholique en 2002. « Nous étions dans l’abondance, mais la communauté n’avait plus de personnel pour la direction et l’enseignement », selon Sr Denise Cousineau, ex-enseignante. Sr Rachelle est alors la dernière religieuse de la congrégation à diriger une école secondaire et se montre sereine devant la passation des pouvoirs :
"Quand j’ai vu le temps politique propice pour vendre, j’ai appelé les responsables communautaires. C’était le temps de fermer ces œuvres. C’était le temps de tourner la page. À ce moment, Dieu merci, j’ai vécu ce gros changement avec beaucoup de paix et de sérénité. Il fallait avancer. J’avais passé 38 ans de ma vie dans cette institution."
Quelques religieuses continuent d’y travailler : Sr Rachelle dirige l’institution jusqu’en 2007, puis Sr Nicole Bérubé y enseignent jusqu’en 2009. Elle y offrira des services de pastorale à titre de bénévole par la suite.